# Himmerlandkredsen
Himmerlandskredsen er en opstillingskreds i Nordjyllands Storkreds.
Kredsen blev oprettet i 2007. Den består af Vesthimmerlands Kommune og Rebild Kommune.
Kredsen er dannet af de tidligere kommuner Løgstør, Farsø, Års, Støvring og Nørager fra den tidligere Aarskredsen samt Skørping Kommune fra Hobrokredsen. Disse to kredse lå i Nordjyllands Amtskreds. Desuden er det meste af den tidligere Aalestrup Kommune fra Viborgkredsen i Viborg Amtskreds blevet en del af Himmerlandskredsen.
Kredsen er efter folketingsvalget 2019 repræsenteret i Folketinget af Flemming Møller Mortensen (Socialdemokraterne) og Marie Bjerre (Venstre).

## Folketingskandidater pr. 25/11-2018

### Valgkredsens kandidater for de pr. november 2018 opstillingsberettigede partier
| Liste | Parti                       | Kandidat                  | Bemærk |
| ----- | --------------------------- | ------------------------- | ------ |
| A     | Socialdemokratiet           | Flemming Møller Mortensen |        |
| B     | Radikale Venstre            | Kjeld Lundager Jørgensen  |        |
| C     | Det Konservative Folkeparti | Henrik Dalgaard           |        |
| D     | Nye Borgerlige              | Niels Christensen         |        |
| F     | Socialistisk Folkeparti     | Theresa Berg Andersen     |        |
| I     | Liberal Alliance            |                           |        |
| O     | Dansk Folkeparti            | Tommy Degn                |        |
| V     | Venstre                     | Marie Bjerre              |        |
| Ø     | Enhedslisten                | Finn Grøn Nielsen         |        |
| Å     | Alternativet                |                           |        |